# Gălăuțaș
Gălăuțaș é uma comuna romena localizada no distrito de Harghita, na região histórica da Transilvânia. A comuna possui uma área de 29.43 km² e sua população era de 2729 habitantes segundo o censo de 2007.